# Гуанчжоу (футбольний клуб)
Футбольний клуб «Гуанчжоу», раніше відомий як «Гуанчжоу Евергранд» (кит.: 广州恒大) — китайський футбольний клуб з міста Гуанчжоу, який виступає в Китайській Суперлізі.

## Історія
Клуб був заснований в червні 1954 року під назвою «Футбольна команда Гуанчжоу». У січні 1993 року, після того, як команду почала спонсорувати Apollo Group, він став першим професійним клубом Китаю. «Гуанчжоу» п'ять разів вигравала другий дивізіон країни — у 1956, 1958, 1981, 2007 і 2010 роках. У вищих лігах Китаю найкращі досягнення — друге місце в розіграші 1992 року і 1994 року в китайській Лізі Цзя-А. Команда Гуанчжоу також дійшла до фіналу Кубка в 1991 році, але програла з рахунком 0:1 клубу з Шанхая.
21 лютого 2010 року «Гуанчжоу» був відправлений у Першу китайську лігу після скандалу, пов'язаного з договірними матчами в попередніх розіграшах Суперліги, незважаючи на те, що команда посіла за його підсумками дев'яте місце. Проведення договірного матчу відносилося до сезону 2006 року, коли клуб виступав у Першій лізі. Гуанчжоу заплатив 200 тис. юанів команді суперника за домашню перемогу.
28 лютого 2010 року компанія «Evergrande Group», що займається нерухомістю, придбала клуб за 100 млн юанів. Як заявив її президент, Сюй Цзяінь, компанія буде витрачати більше на трансферному ринку. Першим придбанням стало підписання гравця національної збірної Китаю, нападника Гао Ліня, купленого у команди «Шанхай Шеньхуа» за 6 млн.євро. Потім був замінений тренер, Пен Вейго на колишнього тренера клубу «Бейцзін Гоань», корейського фахівця Лі Джан Су. Під час літнього трансферного вікна, 28 червня 2010 року команду поповнив Сунь Сян, перший китайський футболіст, який грав у Лізі Чемпіонів УЄФА за «ПСВ Ейндховен», а також Чжен Чжи, колишній капітан національної збірної. Два дні потому команда оголосила про підписання чотирирічного контракту з колишнім гравцем бразильського клубу «Атлетіко Мінейро» Мурікі за рекордну для китайського чемпіонату суму 3,5 млн доларів. 30 жовтня 2010 року «Гуанчжоу» став переможцем Першої китайської Ліги вдруге і повернувся в Суперлігу.
Протягом сезону 2011 року «Гуанчжоу Евергранд» продовжував посилювати команду, завдяки чому у складі з'явився аргентинець Даріо Конка і бразилець Клео. Незважаючи на те, що команда тільки перейшла в Суперлігу, вона в цьому ж році завоювала чемпіонський титул.
У сезоні 2012 року «Гуанчжоу» повторив і розвинув свій успіх. Став першим клубом в історії розіграшів Суперліги, який виграв два чемпіонати поспіль, а також Кубок і Суперкубок Китаю. Крім того у березні 2012 року «Гуанчжоу» виграв свій перший матч у Лізі чемпіонів АФК проти чемпіона Кореї «Чонбук Хьонде Моторс» з рахунком 5:1. 17 травня 2012 року на посаду головного тренера «Гуанчжоу Евергранд» був призначений італійський фахівець Марчелло Ліппі.
Надалі команді двічі виграла Лігу чемпіонів АФК у 2013 та 2015 роках, ставши першим китайським клубом, який зміг виграти цей турнір.
У 2016 році «Гуанчжоу Евергранд» був визнаний найдорожчим клубом світу.
У січні 2021 року клуб поміняв назву з «Гуанчжоу Евергранд Таобао» на «Гуанчжоу», керуючись вимогою Китайської Футбольної асоціації, яка наказала прибрати всі імена спонсорів з назв клубів.

### Емблеми клубу

1993–1995
1996–2000
2001
2002–2003
2004–2005
2006–2009
2010
2011–2014
2015–

## Досягнення
- Китайська Суперліга:
  -  Чемпіон (8) 2011, 2012, 2013, 2014, 2015, 2016, 2017, 2019
  -  Срібний призер (2): 2018, 2020
  -  Бронзовий призер (1): 2021

- Китайська Цзя-А Ліга:
  -  Срібний призер (2): 1992, 1994

- Ліга Цзя-Б / Перша ліга:
  -  Чемпіон (5): 1956, 1958, 1981, 2007, 2010
  -  Срібний призер (2): 1983, 1990
  -  Бронзовий призер (2): 2003, 2006

- Кубок Китайської Футбольної Асоціації:
  -  Володар (2): 2012, 2016
  -  Фіналіст (1): 2013

- Суперкубок Китайської Футбольної Асоціації:
  -  Володар (4): 2012, 2016, 2017, 2018
  -  Фіналіст (1): 2013, 2014

- Ліга чемпіонів АФК
  -  Володар (2): 2013, 2015